# Csárdás (Monti)

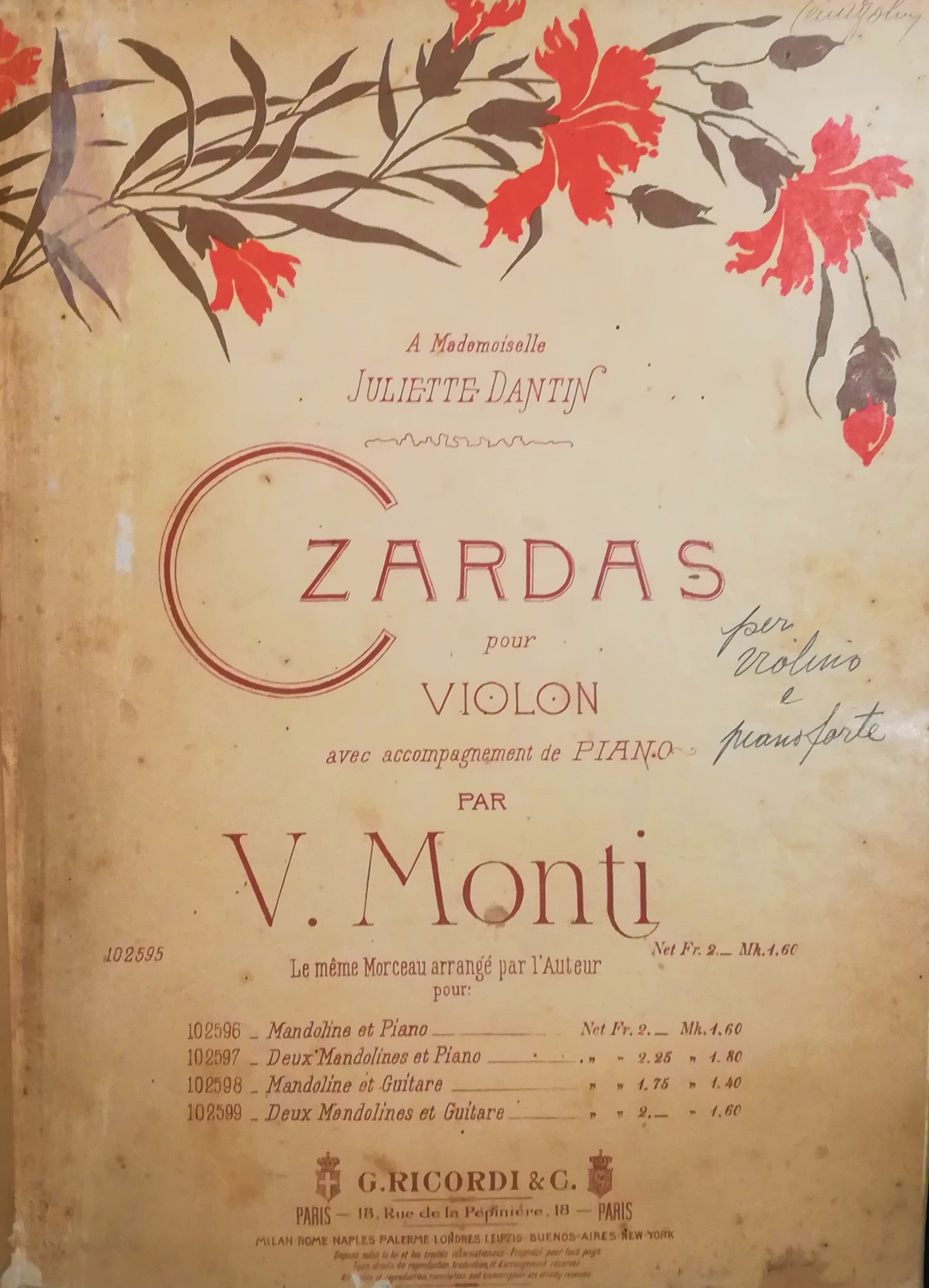
Capa da edição de 1904, dedicada à violinista Juliette Dantin

"Csárdás" é uma composição musical do compositor italiano Vittorio Monti.
A rapsódia escrita inicialmente em 1904, baseada no folclore húngaro, foi originalmente composto para violino, bandolim ou piano.
Título alternativo - Czardas
Ano/Data da composição - 1904
Primeira publicação - 1904
Dedicação - Juliette Dantin
Duração média - 4 minutos
Período histórico do compositor - Romantico
Instrumentação
Solo: violin
Orchestra: piccolo, flute, 2 oboes, 2 clarinets, 2 bassoons, 4 horns, 2 trumpets, 3 trombones, timpani, harp, strings